# Артамонов, Николай Николаевич (генерал)
Никола́й Никола́евич Артамо́нов (1872—1937) — русский военный деятель, генерал-майор.

## Биография
Родился 11 марта 1872 года[по какому календарю?] в семье генерала от инфантерии Н. Д. Артамонова, внук педагога М. И. Пчельникова.
В 1890 году окончил Второй кадетский корпус и числился на военной службе с 13 августа того же года. Окончил 2-е военное Константиновское училище в 1892 году и был выпущен в Новочеркасский 145-й пехотный полк; 7 августа 1893 переведён в Гренадерский лейб-гвардии полк. В 1897 году окончил Николаевскую академию Генерального штаба по 1-му разряду.
Из-за неравного брака под давлением офицеров-сослуживцев был вынужден уйти из гвардейского полка в интенданты. В 1902 году окончил по 1-му разряду интендантские курсы. Служил помощником бухгалтера Главного интендантского управления (ГИУ) с 11 августа 1902 года; исполняющий должность столоначальника мобилизационной части ГИУ с 1 октября 1903; помощник делопроизводителя старшего оклада счётного отделения Канцелярии военного министерства с 14 июня 1905 до 13 апреля 1910 года; исполняющий должность члена от военного министерства при штабе Омского военного округа с 18 апреля 1910 до января 1918, с утверждением в должности 6 декабря 1916 года.
С января по июль 1918 года — помощник секретаря центрального продовольственного комитета служащих и рабочих Омской железной дороги. 22 числа того же месяца назначен помощником начальника канцелярии военного министерства Временного Сибирского правительства, затем помощником начальника Главного законодательно-финансового управления военного ведомства. 24 апреля 1919 назначен представителем военного министерства правительства А. В. Колчака в окружном совете Омского военного округа, с оставлением в занимаемой должности.
Вскоре после Омской операции, 16 марта 1920 года в Иркутске регистрационной комиссией особого отдела ВЧК 5-й армии был взят на особый учёт и одновременно арестован. Находился в лагерях для военнопленных Иркутска, Красноярска, Москвы. Однако в августа 1920 восстановлен на службе, причём ещё с марта того же года служил в Красной армии делопроизводителем отдела снабжения Восточной Сибири. Временно исполняющий должность помощника начальника отдела снабжения Всевобуча с 6 августа того же года, 22 июля 1921 назначен помощником начальника снабжения территориальной бригады города Москвы. С сентября 1921 жил в Омске, был преподавателем Высшей военной школы Сибири. 1 января 1923 уволен в запас с зачислением на учёт по Омскому губернскому военному комиссариату.
Работал в омском губернском (с 1925 окружном) финансовом отделе. Являлся членом общественных организаций «Союз советских работников», «Союз работников высшей школы», Осоавиахим, МОПР и «Долой неграмотность!». До 1924 состоял на особом учёте бывших белых в ОГПУ. Лишался избирательных прав, восстановлен на таковых в 1927. В 1930 привлекался по делу о вредительстве в Военно-топографическом управлении. С 1931, получив инвалидность, работал секретарём зоотехнического факультета Сибирского сельскохозяйственного института.
Был арестован НКВД 15 июля 1937 года. Дело вёл начальник 4-го (секретно-политического) отдела областного УНКВД и член тройки НКВД, капитан государственной безопасности Я. П. Нелиппа, вскоре сам репрессированный и оказавшийся в одной из соседних тюремных камер. 25 октября 1937 решением тройки УНКВД по Омской области приговорён по статье 58-10-11 УК РСФСР к ВМН. Расстрелян и похоронен в Омске, место захоронения не установлено. 29 ноября 1956 полностью реабилитирован президиумом Омского областного суда за отсутствием состава преступления.

## Звания
- подпоручик армии (7 августа 1892, старшинство 5 августа 1891).
- подпоручик гвардии (7 августа 1893, старшинство 4 августа 1892);
- поручик гвардии (старшинство 4 августа 1896);
- штабс-капитан гвардии (4 августа 1900);
- капитан армии (старшинство 11 августа 1902);
- подполковник (старшинство 30 июля 1905);
- полковник (старшинство 3 июля 1909);
- генерал-майор (производство и старшинство 6 декабря 1916 за отличие).

## Награды
- орден Святого Станислава 3-й степени (1898);
- орден Святой Анны 3-й степени (1903);
- орден Святого Станислава 2-й степени (1908);
- орден Святой Анны 2-й степени (1910);
- орден Святого Владимира 4-й степени (1913);
- орден Святого Владимира 3-й степени (22 марта 1915);
- орден Святого Станислава 1-й степени (1917);
- орден Святой Анны 1-й степени (20 апреля 1919).

## Семья
Был дважды женат. Первая супруга (с 26.08.1901) — купчиха Вера Антоновна Наумова (? — 1903), скоропостижно умерла от туберкулёза. Дети от первого брака:
- Николай (1900—1924) — гардемарин белой армии, эмигрант.
- Евгения (1902—2001)[источник не указан 423 дня]

Вторая жена (с 11.01.1904) — дочь действительного статского советника М. И. Самойлова, выпускница Смольного института Екатерина Михайловна Самойлова (1873—1947).
Дети от второго брака:
- Наталья.
- Михаил (1907—1988), инженер-геодезист, советский служащий.